# Ilusionismo

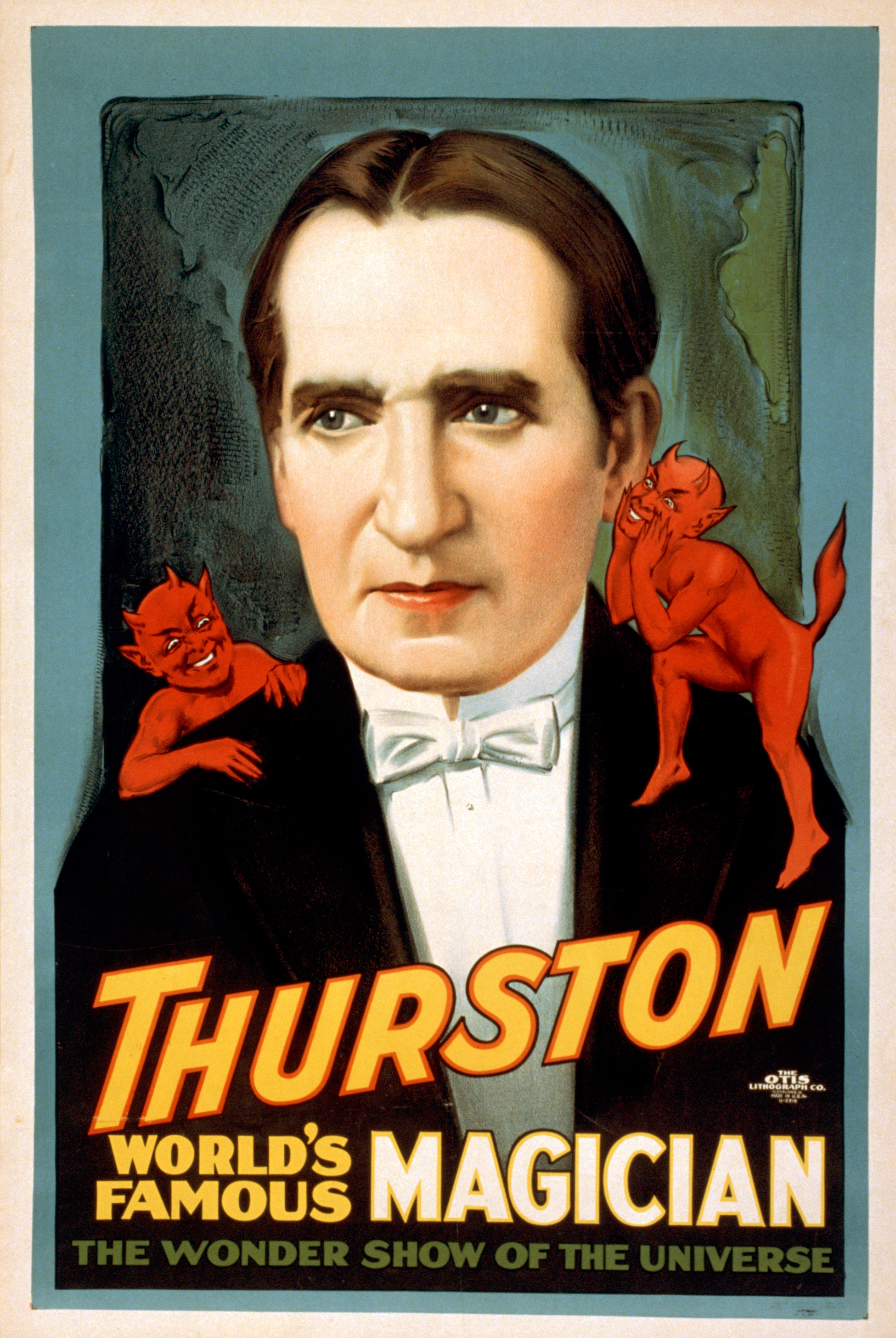
Póster promocional del mago estadounidense Howard Thurston.

El ilusionismo, popularmente denominado magia, es un arte escénico, subjetivo, narrativo y espectáculo de habilidad e ingenio, que consiste en producir artificialmente efectos en apariencia maravillosos e inexplicables mientras se desconoce la causa que los produce. Estos efectos (desapariciones, transformaciones, levitaciones, lecturas de la mente, etc), que fingidamente hacen parecer realidad lo imposible, se conocen como efectos, juegos de manos, ilusiones y vulgarmente como trucos de magia.
Dentro de la magia caben diversas especialidades: Magia de escena, Magia de cerca o "close-up", Magia de salón, Magia callejera, numismagia, cartomagia, mentalismo, escapismo, manipulación, y varias más. Los ejecutantes de estas artes son denominados ilusionistas o magos (o también mentalistas en el caso de la especialidad del mentalismo), y por lo general protegen sus trucos con el compromiso del secreto profesional.

## Historia

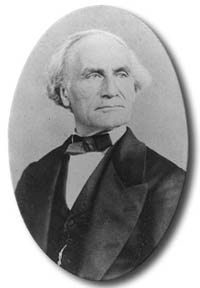
Jean Eugène Robert-Houdin, que es considerado el primer mago moderno.

Conocido bajo los diversos nombres de magia simulada, magia blanca o escamoteo, el ilusionismo se remonta a la más lejana antigüedad.
Los primeros datos escritos y documentados de magia provienen de Egipto. El papiro Westcar, datado en torno al 1.600 a. C., es el primer documento que describe una función mágica, realizada por el mago Dyedi en la corte real de Khufu (Keops). El papiro ilustra la categoría única y especial de la que gozaba el arte del ilusionismo. Según aquel texto, Dyedi era toda una leyenda entre los hombres. Se le atribuían ciento diez años de edad y un apetito que rivalizaba con el de los dioses. Su mera presencia inspiraba temor a los hombres normales. Hasta el faraón omnipotente solicitó que compareciese ante él.

Tras esto viajó Dyedi río arriba en una ancha barca en donde estaba el hijo del rey Hordedef. Y después llegó a la corte.
Tras esto entró el hijo del rey Hordedef para informar a la majestad del rey del Alto y Bajo Egipto Jufu (Keops). 
Y el hijo del rey Hordedef dijo: ‘Soberano, mi señor, he traído a Dyedi’
Y su majestad respondió: ‘Ve y tráemelo’. 
Tras esto su majestad avanzó hacia la sala de audiencias de la casa grande y Dyedi le fue presentado.
(...) Y dijo su majestad: ‘¿Es verdad el comentario de que sabes (como) unir la cabeza cortada?’.
Y respondió Dyedi: ‘Sí, sé, soberano, mi señor’. 
Entonces su majestad dijo: ‘Haz que se me traiga un prisionero mío que está en la prisión y ejecutad su sentencia’.
Y respondió Dyedi: ‘Ciertamente no es para las personas, soberano, mi señor. Mira, no se debería ordenar hacer algo semejante al rebaño escogido’. 
Entonces se le trajo un ganso cuya cabeza había sido separada. Y el ganso fue colocado al lado oeste de la sala de audiencias y su cabeza al lado este de la sala de audiencias. Entonces Dyedi dijo sus conjuros y el gansó se levantó aleteando y su cabeza del mismo modo. Después aproximó el uno al otro y el ganso se levantó cacareando. 
Luego hizo que se le trajera un ave de corral y con ella se hizo del mismo modo.

También en Egipto, y con una antigüedad de más de 4000 años, un dibujo en la pared de una cámara mortuoria de la ciudad de Beni Hassan —trazado probablemente 2200 años antes de Cristo— representa a dos hombres dedicados a realizar con unos cuencos en forma de copa invertida lo que parece un truco de ilusionismo. Los primeros egiptólogos (Sir J.G. Wilkinson y Percy Newberry) lo tomaron como evidencia de que el juego de magia de los cubiletes y las bolas (o bien su equivalente como juego de apuestas engañoso, el trile), posiblemente se remonta al Antiguo Egipto. Sin embargo, esta interpretación ha sido cuestionada por los egiptólogos modernos. No ha podido ser confirmado si realmente esta escena representa un acto de ilusionismo, o por el contrario reproduce una escena más prosaica de la vida en el antiguo Egipto.
No obstante, sí se han hallado referencias muy antiguas al juego de magia de los cubiletes: hay quien ha creído ver referencias indirectas en la obra de teatro griega "Áyax", una tragedia sobre la guerra de Troya compuesta por Sófocles hacia el año 440 a. C. Una referencia mucho más clara y directa la hayamos en la Epístola Moral a Lucilio n.º 45, redactada por el filósofo romano Séneca el Joven en torno al año 64 a.D.
Pero la referencia más completa es la que aporta Alcifrón, cronista griego del siglo II d. C. (en su libro tercero “Cartas de Campesinos” -carta 17 de Napeo a Creniades- de su obra “Rhetoris Epistolarum”), quién describe el juego de los cubiletes con bastante precisión. Lo interesante del tema es el contexto en el que sucede la acción, un acto de magia formando parte de un espectáculo y realizado con el mero propósito de divertir y entretener al público: 

“…un amigo me llevó al teatro dónde me consiguió un buen asiento y me entretuvo con varios espectáculos; no recuerdo la mayoría de éstos por que tengo mala memoria para recordar y contar estas cosas; pero puedo decirte que una cosa que observé me hizo casi enmudecer de asombro. Un hombre se acercó y colocó, sobre una mesa de tres patas, tres platitos. Después deslizó debajo de estos unos pequeños cantos rodados como los que se encuentran en las orillas de los torrentes. Luego, unas veces hizo aparecer un guijarro debajo de cada platillo, otros, sin saber yo cómo, estaban todos debajo de uno sólo y, finalmente, desparecieron todos de debajo y aparecieron en su boca…”

En Europa, el libro más antiguo que trata sobre ilusionismo es Kitāb al-nāranŷiyyāt ("El libro de los encantamientos"), compuesto por Ibn Shuhayd, poeta del Califato de Córdoba, en las primeras décadas del siglo XI.
Sabemos por testimonios en manuscritos del siglo X que durante la Edad Media los magos eran artistas nómadas, asociados a ferias ambulantes, aunque tenemos poca información sobre ellos y los trucos que realizaban. Probablemente el repertorio se basaba principalmente en el escamoteo (hacer desaparecer un objeto para encontrarlo en otro lugar distinto de aquel en que debiera estar o hacer aparecer otro en su lugar).
En el siglo XIV llegaron a Europa los primeros naipes y se empezaron a popularizar los juegos con cartas. Es probable que pronto surgieran los primeros trucos y trampas con las mismas.
En De viribus quantitatis, escrito por Luca Pacioli entre 1496 y 1508, encontramos las primeras referencias escritas relativas a efectos de magia con cartas. También hay descripciones de juegos con monedas, dados, cubiletes, cuerdas y nudos falsos, ilusiones visuales, y juegos de predicción numérica o matemagia.
Durante el Renacimiento, en el siglo XVI, se hizo popular en París el mago callejero llamado Maître Gonin, fundador de una dinastía de magos. El ilusionismo era, sin embargo, un arte menor y poco valorado, llevado a cabo por feriantes que iban de una ciudad a otra ejecutando sus trucos a cambio de unas monedas. Todo eso, sin embargo, estaba a punto de cambiar con la aparición de un nuevo tipo de magos...
Es en el siglo XVI cuando surgen los primeros artistas cortesanos, que actuaban frente a aristócratas y nobles. El catalán Joan Dalmau se convirtió en el mago de cámara del emperador Carlos V, actuando para buena parte de la realeza europea, y alcanzando celebridad en Italia, Flandes, Alemania, España y en la corte francesa de Francisco I. Otros magos populares de esta época fueron Abramo Colorni, ingeniero judío vinculado a la Corte de Ferrara, y también Girolamo Scotto, mentalista y prestidigitador al servicio del archiduque Fernando II de Austria.
En 1584 el inglés Reginald Scot publica The Discoverie of Witchcraft. Su breve capítulo dedicado a los trucos de ilusionismo tuvo una notable repercusión, sirviendo de base para obras posteriores. Describe trucos con cartas, monedas, cuerdas, bolas,... y efectos de invulnerabilidad con cuchillos y punzones.
El mismo año 1584, Jean Prévost publicó el primer libro en francés dedicado íntegramente al arte del ilusionismo: La Première Partie des Subtiles et Plaisantes Inventions.
Otro influyente libro de la misma época, sobre todo para la magia con cartas, fue Giochi di carte bellissimi di regola, e di memoria, publicado por Horatio Galasso en 1593.
Poco a poco, a lo largo de los siglos XVII y XVIII, el ilusionismo pasa a ser una actividad respetada y bien considerada. Los magos pasan a ser considerados hombres de ciencia versados en los últimos descubrimientos y avances científicos. Comienzan a actuar ante nobles y ricos burgueses que pagan bien por ver sus espectáculos, en los que se incorporan autómatas y se experimenta con aparatos ópticos y electricidad.
Uno de los primeros grandes ilusionistas de esta nueva época es el mago inglés Isaac Fawkes, quien se hizo notablemente famoso a través de sus actuaciones en la Bartholomew Fair de Londres desde 1722 hasta 1731, actuando también privadamente ante aristócratas, embajadores y miembros de la realeza.
Otro reputado mago, en la segunda mitad del siglo XVIII, fue el italiano Giuseppe Pinetti, quien actuó ante varias casas reales europeas.
Asimilados a los hombres de ciencia, utilizaron autómatas y otros artefactos antes de que en el siglo XVIII incorporasen la electricidad y otros adelantos científicos para ampliar su repertorio de trucos, que presentaban bajo el nombre de física y de donde nació la física recreativa. La consolidación de esta profesión se produjo en el siglo XIX, dando lugar a la aparición de los teatros de magia (Robertson, Robert-Houdin).
El más célebre mago y escapista de principios del siglo XX (y posiblemente de todos los tiempos) fue Harry Houdini (1874-1926), tomó su nombre profesional de Harry Keller y del mencionado Robert-Houdin, y desarrolló una serie de ilusiones de magia escénicas, basadas muchas de ellas en el arte del escape.
A finales del siglo XX, el ilusionismo volvió a tener auge de la mano de Doug Henning primero, y David Copperfield después, a través de sus especiales televisivos, espectáculos en Broadway y giras internacionales.

### El patrón de los ilusionistas
San Juan Bosco (1815-1888) es el patrón de los ilusionistas. Fueron los mismos magos quienes en 1953, en el II Congreso Nacional organizado por la Sociedad Española de Ilusionismo y celebrado en  Segovia (España), lo designaron como patrono de los magos e ilusionistas, y lo escogieron como modelo y protector.
Don Bosco, como tradicionalmente se le conoce, fue un sacerdote moderno, cercano a los jóvenes más pobres, que supo ganarse la amistad de éstos con técnicas inspiradas en el ilusionismo, así logró evitar que muchos fueran a la cárcel y que tomaran en su vida el buen camino.

### Día internacional del ilusionista
Como en toda profesión existe un día en el año para celebrar el ejercicio de la misma, para la magia es el 31 de enero, festividad de San Juan Bosco, día internacional del mago. Además la Federación Internacional de Sociedades Mágicas (FISM) acordó en 2021 establecer el día 2 de septiembre como el día internacional para la promoción de la magia "Magic World Day", conmemorando el día en que se fundó dicha federación. En Norteamérica también es celebrado el 31 de octubre, National Magic Day, fecha en que se conmemora el fallecimiento de Harry Houdini.

## Disciplinas del ilusionismo

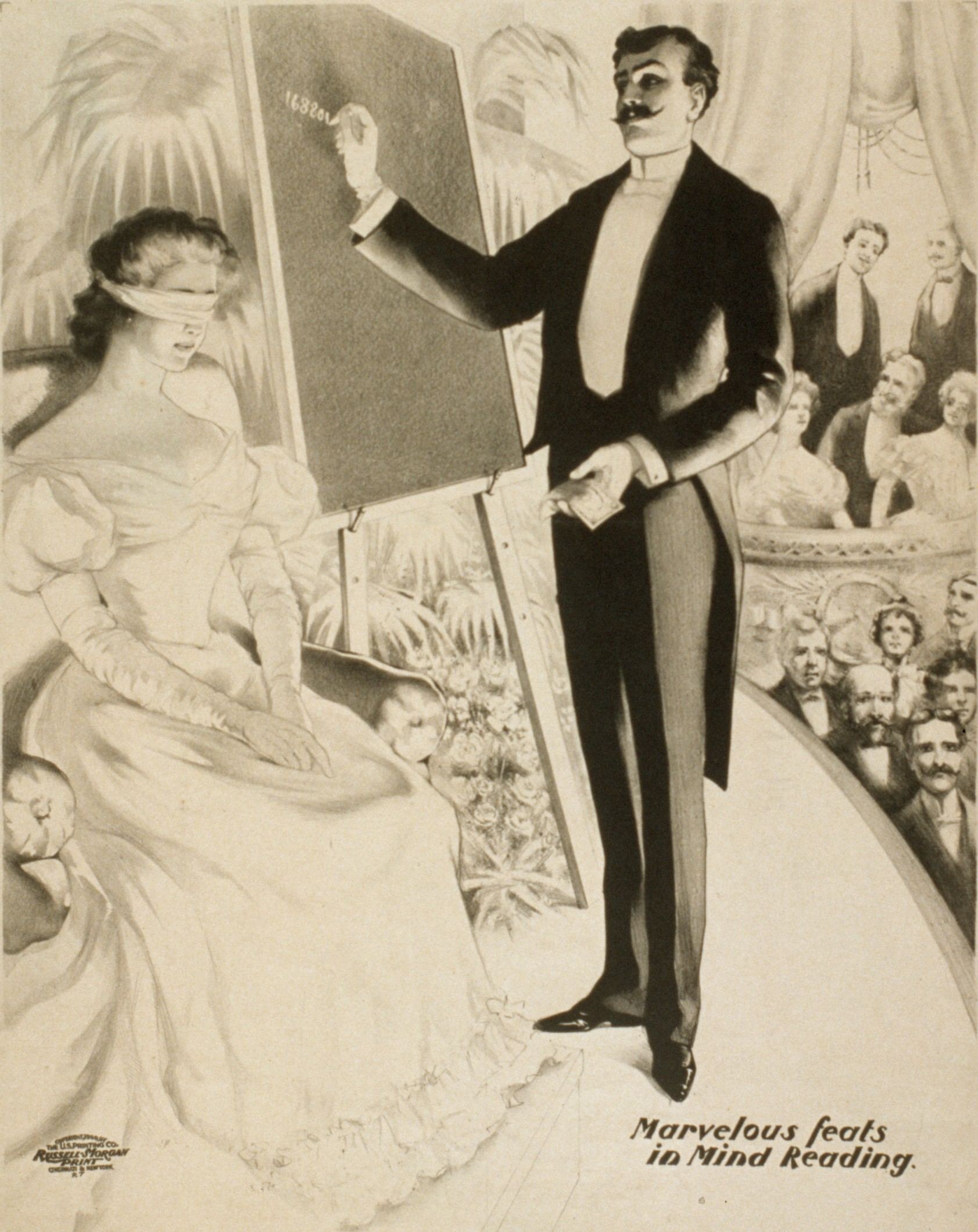
Anuncio de un espectáculo teatral de mentalismo en los últimos años del.

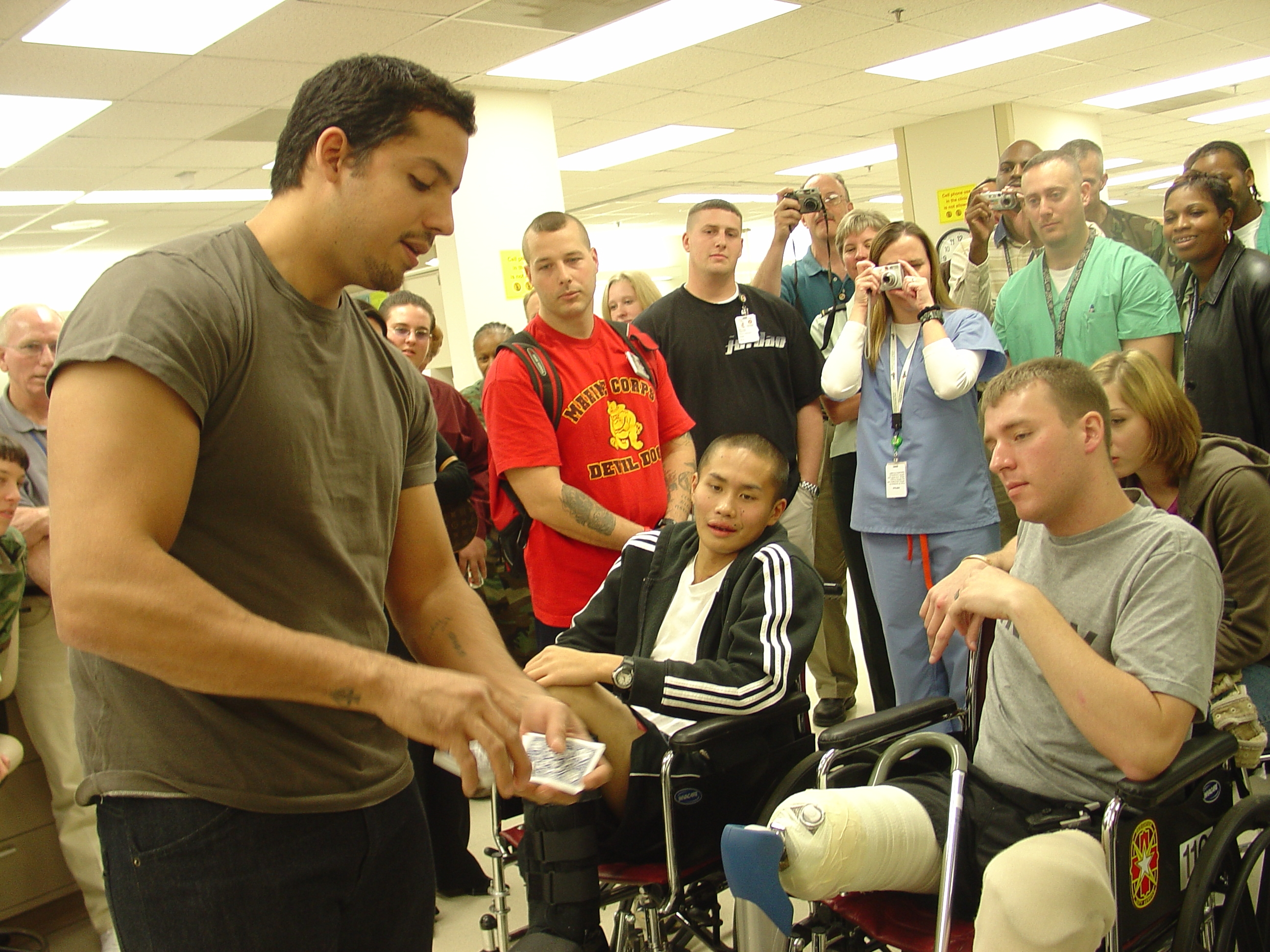
David Blaine practicando magia de cerca

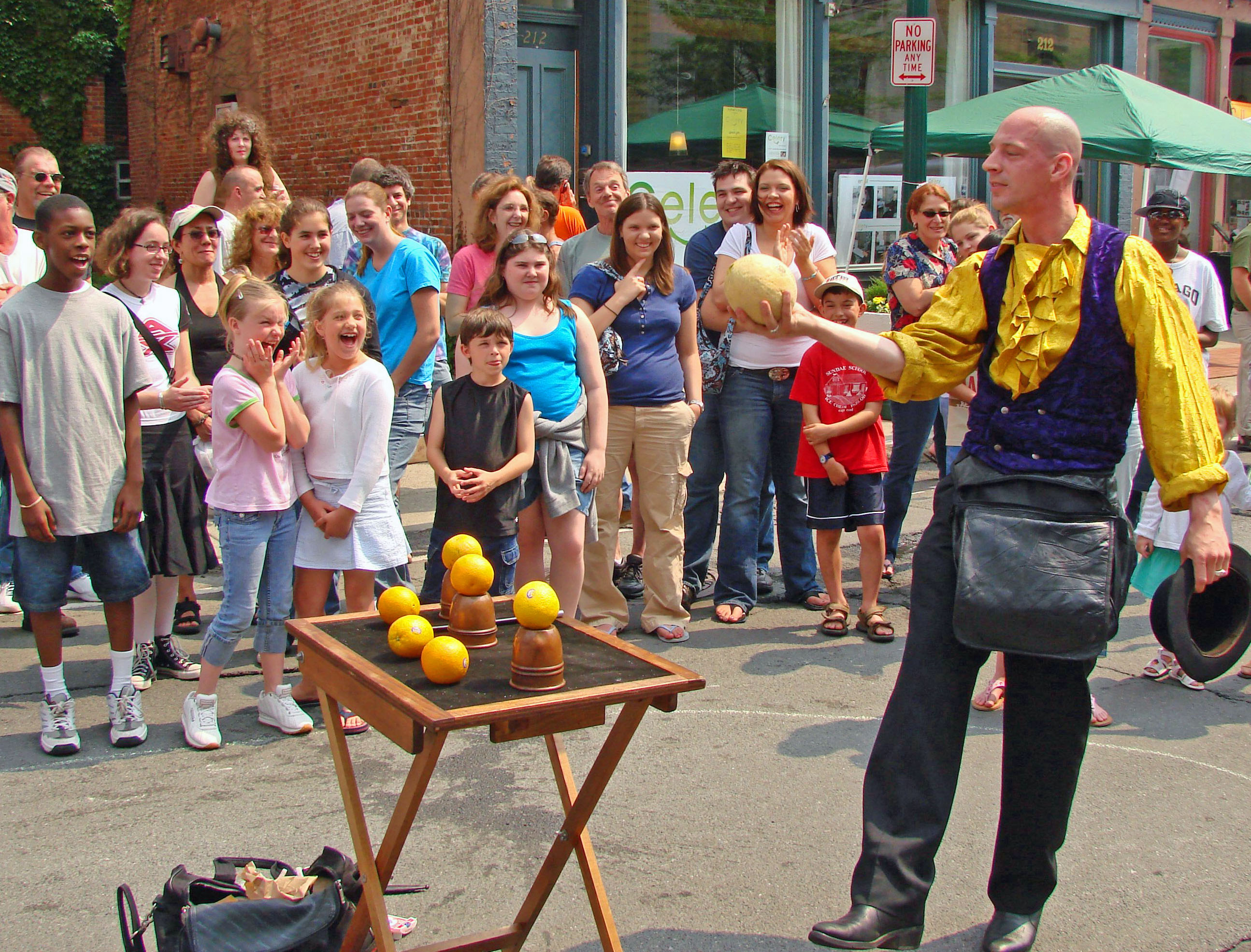
Magia callejera

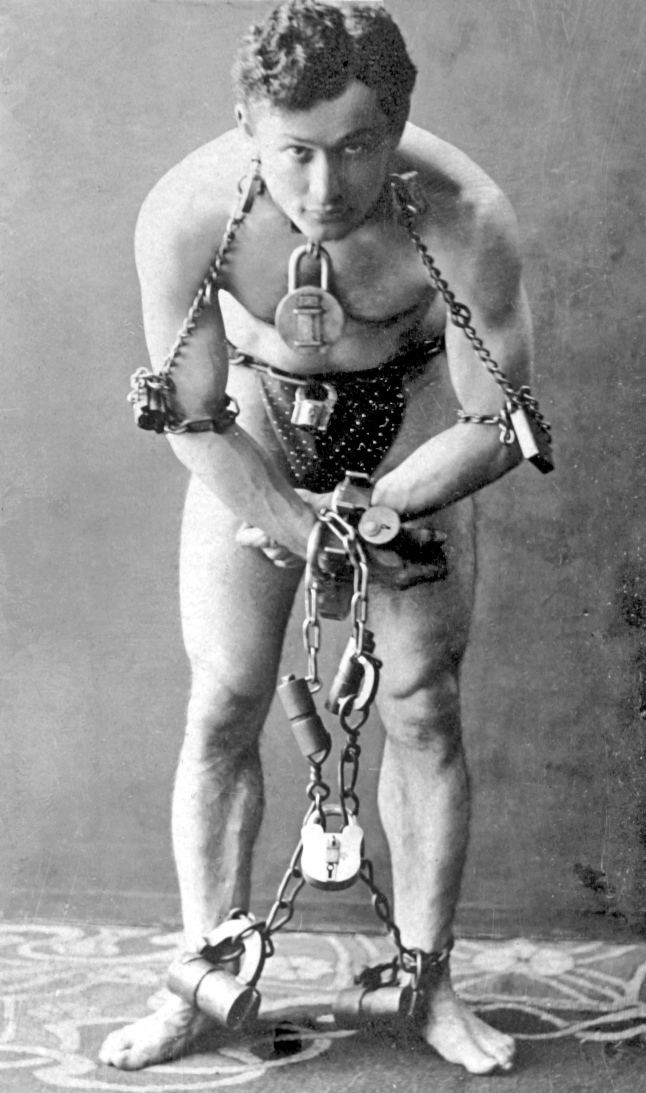
Harry Houdini practicando escapismo

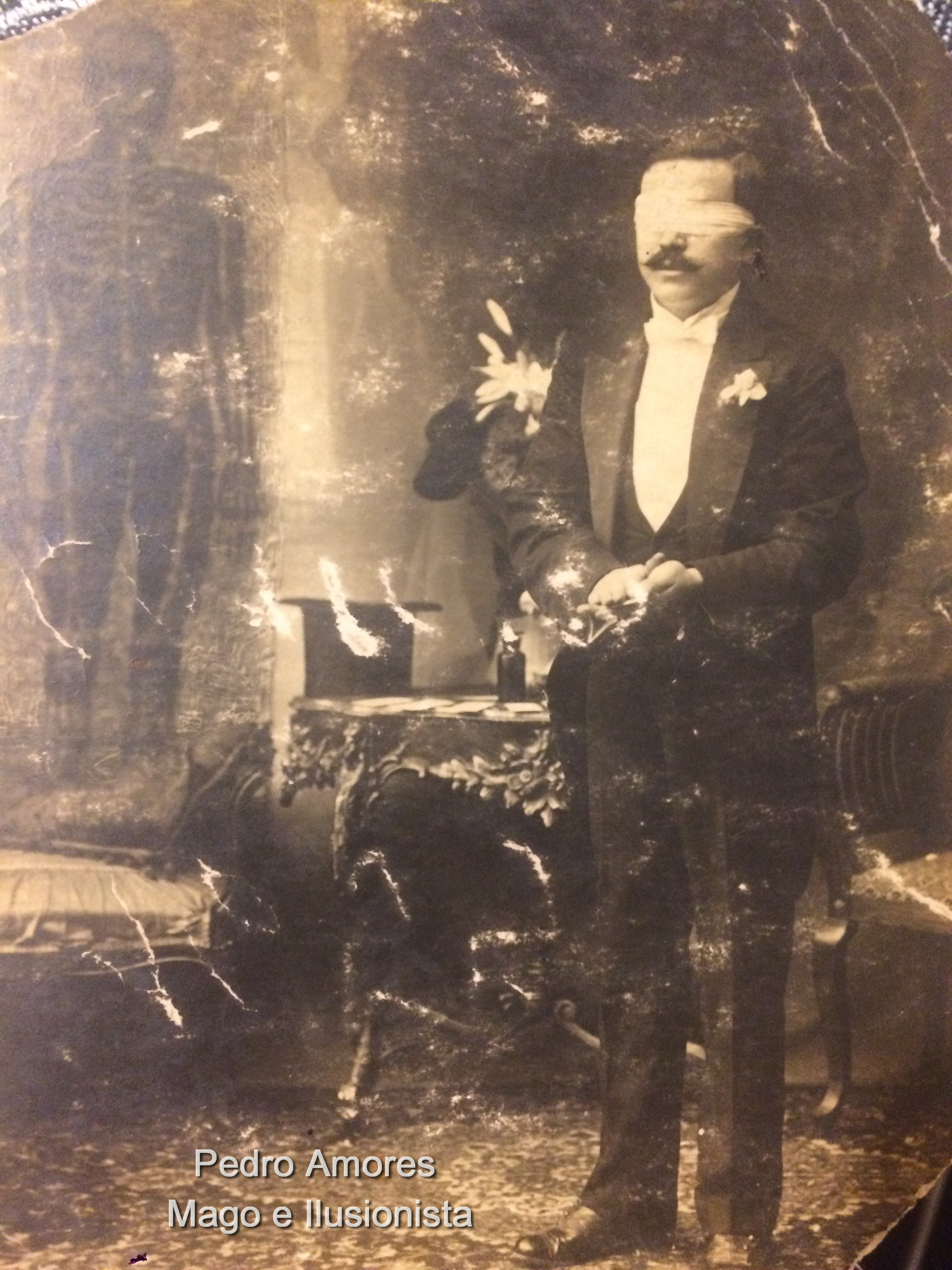
Magia de escena utilizando prácticas de Mentalismo, años de 1920 Pedro Amores

Se suele clasificar el ilusionismo según diferentes conceptos en función de la distancia a los espectadores, número de ellos y localización de la presentación:
- Magia de cerca o close-up: efectos hechos a corta distancia, a menos de una veintena de espectadores (aunque algunos magos utilizan pantallas gigantes para representarlos ante un teatro entero). Se emplean casi siempre naipes, monedas y otros objetos cotidianos y de pequeño tamaño. A nivel mundial podemos nombrar —entre los más reconocidos por sus colegas— a Juan Tamariz, Dai Vernon, Martin Nash, Tony Slydini y René Lavand.
- Magia de salón: juegos de magia visibles para un grupo que puede ir desde unas quince a cien personas. Entre otros elementos, se utilizan sogas, pañuelos, aros y diversos accesorios de tamaño medio. Es la que suelen utilizar los magos en fiestas y eventos.
- Magia de escena: se lleva a cabo sobre un escenario, mayormente en un teatro. En ella se desarrollan las grandes ilusiones y las manipulaciones. La posibilidad de controlar la iluminación del escenario permite aquí llevar a cabo ilusiones que en otros entornos serían imposibles (p.ej. con el uso de luz negra, hilos invisibles, proyecciones de fantasmagoría, ilusiones con espejos, etc.). En el siglo XX sobresalieron Cardini, Fred Kaps y Channing Pollock, entre otros.
- Magia callejera: se realiza en la calle. Tiene muchos siglos de historia, y su máximo exponente moderno es Jeff Sheridan, que actuaba en la década de 1970 en el Central Park de Nueva York. Jim Cellini, alumno de Slydini, es también un reconocidísimo mago de a pie de calle. La magia de calle no es considerada, por sí misma, una disciplina dentro del ilusionismo: en realidad es magia de cerca o de salón, adaptada para ser realizada en un entorno como la calle (donde se actúa generalmente de pie y rodeados por el público), aunque los efectos son los mismos.
- Magia para redes sociales: la que se ve a través de una pantalla en redes sociales como Instagram, YouTube o TikTok. Aunque es una disciplina relativamente moderna, tiene muchísimos seguidores, pudiendo llegar a miles o incluso millones de espectadores. Por lo general son efectos de magia de cerca, pero que se benefician de las particularidades del medio en el que se representa: un perfecto control del ángulo de visualización del espectador, la baja definición de los colores, la ausencia de sensación de profundidad, la existencia de un marco alrededor de la escena que constituye un punto ciego, etc. Todas estas especificidades permiten ejecutar eficazmente trucos que en directo serían difícilmente representables.

En función de los objetos utilizados:
- Cartomagia: magia con naipes.
- Numismagia: magia con monedas.
- Micromagia: magia con objetos pequeños, habitualmente objetos comunes de los que se pueden encontrar en una casa como son: palillos, clips, imperdibles, cerillas, monedas, papeles, billetes, agujas, gomas elásticas, lápices, etc.
- Magia con animales:[19] aparición, desaparición o transformación de palomas, tórtolas, conejos y otros animales.
- Grandes ilusiones: magia en la que personas son cortadas, atravesadas, encerradas en sitios estrechos, levitan, aparecen y desaparecen, etc.

Entre los objetos que más comúnmente se han usado para realizar magia destacan: naipes, monedas, animales (palomas y tórtolas, conejos, pájaros,...), aros y anillas, agujas, anillos, bastones, billetes, bolas, bombillas, botellas, cigarrillos, corbatas, cubiletes, cubos, cuerdas, dados, dedales, discos, espadas y cuchillos, esponjas (en forma de bolas y figuras), flores, frutas y verduras, fuego, globos, gomas elásticas, hilos, huevos, humo, imperdibles, leche y otros líquidos, navajas, palitas, pañuelos, papeles y periódicos, paraguas, pizarras, relojes, sombreros, teléfonos móviles, tubos, varitas, vasos y copas, velas, vestidos... además de los aparatos usados en las grandes ilusiones: armarios, baúles, cajas, jaulas, cortinas, etc. Para el escapismo también se suelen usar sogas, cadenas, esposas, camisas de fuerza, candados y cerraduras, etc. y poleas para elevar en el aire al ilusionista.
En función de los tipos de efectos:
- Magia cómica: Como su nombre indica, es la rama en la que se concede especial importancia al humor y la comedia.
- Manipulación de escenario: Consiste en la aparición, desaparición y multiplicación de objetos como bolas, naipes, cigarrillos, CDs, etc. basada principalmente en la habilidad de manos del ilusionista. Es una de las disciplinas más difíciles, y requiere de largas horas de ensayo.
- Prestidigitación: Al igual que en la manipulación, en esta rama de la magia el secreto se basa principalmente en la habilidad de manos y no en el uso de objetos trucados. Por lo general se usa el término manipulación en magia de escena, mientras el término prestidigitación está más asociado con la magia de cerca. El ilusionista demuestra sus habilidades técnicas manejando cartas, monedas, gomas elásticas, cigarrillos, navajas u otros objetos.
- Mentalismo: Es la rama del ilusionismo en la que supuestamente se utiliza el poder de la mente. Sus efectos generalmente son predicciones, adivinaciones, lectura de la mente (telepatía), telequinesis, habilidades memorísticas, sugestión, etc. En España los mayores exponentes de esta rama del ilusionismo son Anthony Blake y José Carlos El Sexto Sentido. En Colombia el mentalista e hipnotizador Richard Taylor.
- Escapismo: Es la rama de la magia en la que el principal objetivo es escaparse o soltarse de algún lugar, o librarse de ataduras y cadenas. Pueden ser ilusiones o escapadas reales.
- Pickpocket: El mago carterista debe poseer la habilidad no solo manual, sino verbal y gestual para poder distraer a su víctima mientras le «roba» sin que ésta se percate de ello. Para ello se valen de muchas técnicas, destacando la distracción, para mostrar su arte. Los objetos más comunes a la hora de robar en un espectáculo de pickpocket son: relojes, carteras, corbatas, cinturones, gafas, pañuelos, teléfonos móviles... es decir, cualquier objeto que pueda llevarse en los bolsillos tanto de la chaqueta o camisa, como de los pantalones. Por lo general, este tipo de demostraciones suelen ser cómicas y hechas en escenario, por lo que el objeto es devuelto a la supuesta víctima al terminar el número.
- Quick Change: Disciplina consistente en cambiarse rápidamente de vestuario en una fracción de segundo.
- Matemagia: La que se vale de principios matemáticos para crear efectos sorprendentes (desde predicciones numéricas, hasta efectos con cartas, o trucos topológicos con cuerdas).

En función de las características del público al cual va dirigida (lo cual obliga a seleccionar el tipo de efectos y a variar la forma de presentarlos):
- Magia infantil: dirigida a un público formado principalmente por niños. Suelen ser juegos muy visuales, directos, fáciles de entender, y que requieren de una gran participación del público, presentados de forma muy dinámica, entretenida y divertida.
- Magia familiar: dirigida a un público formado por niños, acompañados de sus padres y familiares. Tiene las características de la magia infantil, pero con efectos mágicos potentes, capaces de captar y mantener la atención del público adulto.
- Magia corporativa: la que se hace habitualmente en eventos de empresa, dirigida a un público adulto. Suelen ser efectos mágicos muy potentes, presentados de forma dinámica, evitando los que tienen un largo desarrollo.
- Magia geriátrica: dirigida a un público formado por personas de edad avanzada, habitualmente en residencias geriátricas. Teniendo en cuenta las dificultades de visión, audición y movilidad que tienen estas personas, deben ser juegos visuales, fáciles de entender, con elementos que sean fácilmente visibles (no se deben usar objetos demasiado pequeños), con una charla simple que se entienda bien, y minimizando el número de voluntarios que deban salir al escenario.
- Magia para cruceros: dirigida a un público formado por personas de diferentes nacionalidades, generalmente en un escenario. Debe tener en cuenta las dificultades de comunicación, y los elementos deben estar preparados para el movimiento del barco. Por lo general se requieren grandes ilusiones o efectos mágicos muy potentes, y se suelen preferir las presentaciones acompañadas de música, con poca o ninguna charla.

### Tipos de efectos
El ilusionista realiza un efecto que el espectador percibe como maravilloso, contrario a las leyes naturales o al sentido común, y cuya causa le parece desconocida e inexplicable. Entre los posibles efectos mágicos que se pueden realizar están:
- Producción: Hacer aparecer algo de la nada.
- Desaparición: Desvanecer algo, a alguien o a uno mismo.
- Transformación: Transformar algo en otra cosa, o cambiar su color, forma, tamaño, etc.
- Restauración: Restaurar algo roto o dañado.
- Teletransportación: Transportar algo de un lugar a otro, de una forma imposible.
- Transposición: Intercambiar dos o más objetos de lugar, de una forma imposible.
- Penetración: Atravesar un objeto sólido con otro, sin romperlo, de una forma imposible.
- Multiplicación: Dividir un objeto en varios objetos completos similares al original. También se pueden multiplicar los líquidos, aumentando apreciablemente su cantidad.
- Simpatía: Lograr que el efecto causado a un objeto se replique a otro objeto diferente
- Sintropía: Hacer aparecer el orden allí donde se supone que debería haber desorden.
- Coincidencia: Hacer que ocurran coincidencias que se suponen extremadamente difíciles si sucedieran por mera casualidad.
- Predicción o precognición: Dejar constancia de un suceso antes de que este tenga lugar y comprobar que se cumple lo predicho.
- Clarividencia: Descubrir una verdad secreta o encontrar algo que está oculto, alegando supuestos poderes mentales o cierta habilidad de percepción extrasensorial. En ocasiones se usan artilugios supuestamente mágicos (p.ej. bola de vidrio). Un caso particular es la psicometría, o capacidad de conseguir información sobre un objeto tocándolo. Otro caso particular es la radiestesia, o habilidad para localizar objetos ocultos usando un instrumento sencillo (p.ej. péndulo, varilla, horquilla,…).
- Adivinación: Similar a la clarividencia, pero alegando una habilidad extraordinaria para interpretar determinados signos y evidencias (a menudo se alega poseer una vista, oído u olfato superior). Por ejemplo, el ilusionista puede decir que adivinó dónde está algo reconociendo la expresión facial del espectador, escuchando su respiración o sus latidos, percibiendo la huella o el olor dejado por un objeto, discerniendo entre dos sonidos aparentemente iguales,… Un caso particular es el cumberlandismo o "lectura muscular": la capacidad de adivinar los pensamientos de una persona (p.ej. dónde escondió un objeto) tocando su piel, a través de los sutiles movimientos musculares inconscientes (véase Efecto ideomotor).
- Revelación: Manifestar una verdad secreta u oculta por medio de elementos mágicos que la descubren (p.ej. ceniza, fuego,…). Un caso particular es la cartomancia, o adivinación por medio de los naipes (como en el Tarot).
- Telepatía: Transmisión de pensamiento entre dos personas. Capacidad de "escuchar" los pensamientos de otro, o de hablarle mentalmente.
- Persuasión subliminal o manipulación mental: Controlar mentalmente a otras personas sin que estas se den cuenta, para influir sobre sus decisiones.
- Hipnosis: Por sugestión, llevar a otra persona a un estado de inconsciencia cercano al sueño hasta conseguir la sumisión de la voluntad del individuo a las órdenes del ilusionista.
- Telequinesis: Mover objetos con la mente (o aplastarlos, manipularlos…) sin tocarlos.
- Levitación: Suspender algo en el aire simulando ausencia de gravedad, sin punto de apoyo.
- Suspensión: Similar a la levitación, pero manteniendo un punto de apoyo.
- Psicoquinesis: Deformación o alteración de objetos por medio de poderes mentales, por ejemplo doblar el metal o volver flexible un objeto rígido (a diferencia de la telequinesis, aquí sí que se puede tocar el objeto).
- Animación: Lograr dar apariencia de vida a objetos inanimados.
- Piroquinesis: Hacer que los objetos se calienten, incluso que ardan, al mero contacto con nuestras manos o vista.
- Crioquinesis: Hacer que los objetos se enfríen, incluso que se congelen, al mero contacto con nuestras manos o vista.
- Escapismo: Liberarse de cualquier elemento que impida el libre movimiento. En ocasiones esto se hace contrarreloj, exponiendo al mago a un serio peligro si no consigue liberarse a tiempo.
- Invulnerabilidad: Demostrar la capacidad de resistir eventos dañinos o mortales, o de curar heridas de forma asombrosa.
- Intangibilidad: Capacidad de ser atravesado por un objeto sólido (p.ej. una espada) sin sufrir ninguna clase de daño. En ocasiones se simula que el cuerpo es cortado, separado y luego recompuesto sin sufrir daño alguno.
- Bilocación: Estar en diferentes lugares al mismo tiempo.

### Artes afines que se apartaron del ilusionismo
- Fakirismo
- Ventriloquia
- Sombras chinescas
- Teatro Negro de Praga
- Hipnosis teatral
- Globoflexia
- Florituras con cartas (Cardistry)

### Algunos juegos clásicos
- Escape de la camisa de fuerza
- Aros chinos
- La pesadilla del profesor
- Desaparición de un pañuelo
- Mujer Zig Zag
- Metamorfosis
- Aparición de un conejo
- Aparición de flores
- Mujer aserrada
- Origami truco
- Cubiletes y bolas
- Asamblea de ases